# 아르놀피니 부부의 초상
〈아르놀피니 부부의 초상화〉(네덜란드어: Portret van Giovanni Arnolfini en zijn vrouw)은 1434년 초기 네덜란드 미술의 거장 얀 반 에이크가 오크 화판에 유화로 그린 그림이다. 〈아르놀피니의 결혼〉, 〈아르놀피니 부부의 결혼식〉, 〈아르놀피니와 그의 아내의 초상〉이라는 제목으로도 알려져 있다.
실내에 있는 조반니 디 니콜라오 아르놀피니와 그의 아내를 그린 초상화이며, 배경의 방은 플랑드르의 브루제에 위치한 그들의 저택으로 추정된다. 이 그림은 서양 미술사에서 여러 가지 상징이 들어간 가장 독창적이고 복합적인 그림 중 하나로 평가 받는다. 1434년과 반 에이크라는 날짜와 서명이 표시되어있으며, 자신의 형제 후베르트와 그린 《겐트 제단화》와 함께 템페라 대신 유화 물감을 쓴 그림 중에서 가장 오래되고 유명한 그림이다. 1842년 런던의 내셔널 갤러리에서 이 그림을 구입하여 전시하고 있다.
그림의 세부 묘사에 쓰인 환각법은 완성될 당시에 주목을 받았으며, 특히 빛을 이용한 실내 공간의 재현은 "방에 살고 있는 사람뿐만 아니라 방 자체의 묘사까지 완벽한 실감이 느껴진다."는 평가를 받았다.
예술가 데이비드 호크니와 물리학자 찰스 M. 팔코는 반 에이크가 카메라 옵스큐라와 같은 광학 장치를 사용하여 그림의 세밀한 부분까지 묘사하였다는 호크니-팔코 이론을 제시하였다.

## 모델의 정체

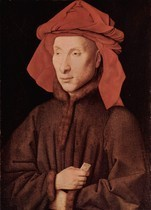
조반니 아르놀피니의 초상

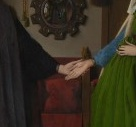
아르놀피니 부부의 초상 중 손

오랫동안 이 그림은 플랑드르 침실을 배경으로 한 조반니 디 아리고 아르놀피니와 그의 아내 조반나 체마니의 초상화로 여겨졌다. 그러나 1997년, 그들이 그림이 그려진 지 13년 후이자 얀 판 에이크가 죽은 지 6년 후인 1447년에야 결혼했다는 사실이 입증되면서 그림의 모델이 아닌 것으로 판명되었다. 오늘날에 이 그림은 조반니 디 아리고의 사촌인 조반니 디 니콜라오 아르놀피니와 그의 아내를 그린 것이라는 주장이 정설로 받아들여지고 있다. 그림의 여인은 기록에 남아있지 않은 두 번째 아내로 추정되는데, 2003년에는 1433년 2월에 사망한 첫 번째 아내 코스탄자 트렌타라는 가설도 제기되었다. 이 가설을 토대로 한다면 이 그림은 살아있는 사람과 죽은 사람을 함께 표현한, 부분적으로 기념적인 초상화로 볼 수도 있다. 조반니 디 니콜라오 아르놀피니는 루카 출신의 이탈리아 상인으로, 적어도 1419년부터 브루제에 거주하였다. 이 그림 이후 반 에이크가 베를린에서 그린 초상화의 모델로 등장했다는 점에서 그가 화가의 친구였다는 추측도 있다.
하지만 반 에이크가 그린 조반니 아르놀피니의 초상을 보면, 이 그림에 묘사된 남자의 얼굴과 아르놀피니 부부의 초상에 묘사된 남자의 얼굴은 상당히 흡사하다.
여기서 아르놀피니 부부의 초상에 등장한 두 남녀의 맞잡은 손을 고려할 필요가 있다. 이것이 그들이 결혼하는 장면이라면, 그들은 서로의 오른손을 잡았어야 한다. 하지만 남자는 왼손으로 여자의 오른손을 잡고 있다. 완전하지 않은 결혼인 것이다. 당시에는 남자와 여자의 신분적 차이가 큰 경우 이런 식으로 '왼손 결혼'을 했으며 소위 첩을 들이는 것과 비슷한 개념이었다. 이런 경우 상속권은 인정되지 않았다. 아르놀피니가 금융업에 종사했고, 그가 살던 도시인 브뤼헤를 포함해서 프랑스 파리까지 거점으로 삼아 성공 가도를 달렸던 것을 고려하면 새롭게 등장한 이 학설도 꽤 신빙성이 있어 보인다. 즉 아르놀피니 부부의 초상에 등장한 사람은 조반니 아르놀피니가 맞으며, 단지 이 결혼이 완전한 결혼이 아니기 때문에 아르놀피니가 그의 아내와 정식으로 결혼한 시기가 얀 판 에이크가 죽은 다음이더라도 문제될 것이 없다는 것이다.

## 묘사

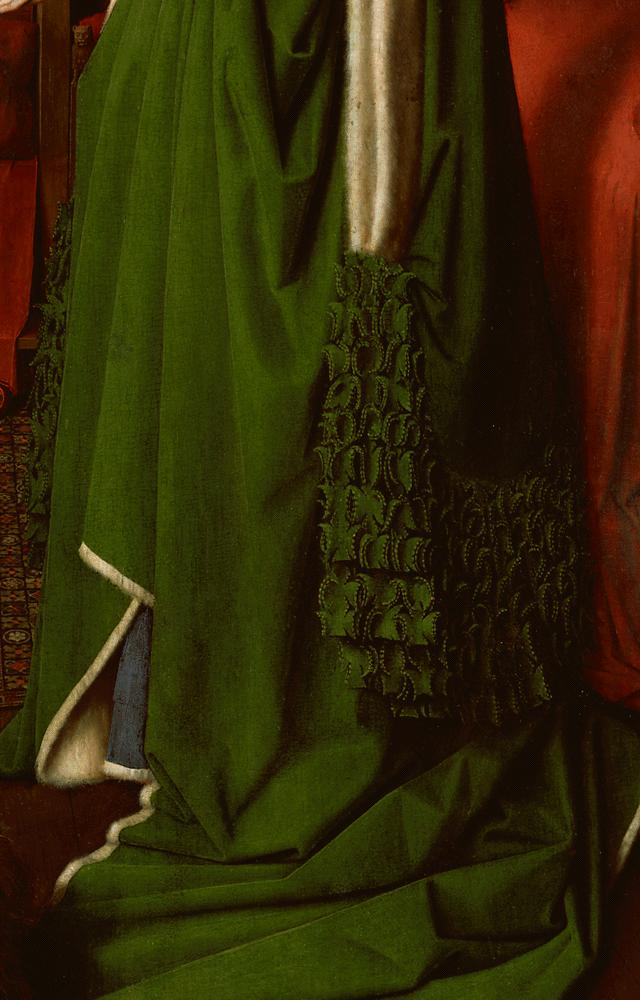
대깅 장식이 달린 여성의 드레스

이 그림은 원래 약간의 손실과 손상이 있었으나 대부분 수정을 거쳤으며, 대체적으로 좋은 상태로 보존되어 있다. 그림을 적외선 리프렉토그램으로 촬영하면 밑그림 단계에 묘사된 인물의 얼굴, 거울, 기타 요소에서 많은 자잘한 수정과 펜티멘토가 있었음을 확인할 수 있다.
창문 밖으로 열매를 맺고 있는 체리 나무가 있는 것으로 보아, 부부가 여름철 2층 방에 있다는 것을 추측할 수 있다. 보통 가정하는 것과 다르게 이 방은 침실이 아니라 응접실이다. 당시 프랑스와 부르고뉴 지방에서는 응접실에 침대를 두는 것이 유행이었으며, 앉는 용도 이외에는 산모와 신생아가 손님을 맞이할 때를 제외하고는 사용되지 않았다. 창문은 여섯 개의 내부 목재 덧문이 달려 있으며, 열려 있는 창문의 최상단 부분에만 유리가 끼워져 있다. 이 유리는 파랑과 빨강, 녹색으로 칠해진 밝은 과녁 문양의 스테인드 글라스이다.
두 인물은 매우 값비싼 옷을 입고 있다. 더운 계절에도 불구하고 남자와 여자가 각각 입고 있는 겉옷은 타바드와 드레스로, 모피가 의상 가장자리 장식과 안감 전체로 사용되었다. 아마도 남자의 경우는 매우 값비싼 검은담비, 여자는 어민을 모피로 사용하였을 것이다. 남자가 쓰고 있는 모자는 짚으로 엮은 것을 검게 염색한 것으로, 당시에 사람들이 여름마다 종종 쓰는 모자였다. 남자의 타바다는 안료의 색이 바랜 현재에 비해 한때 보라빛을 많이 띄었으며, 역시나 매우 비쌌던 비단 벨벳으로 만들어진 것으로 추정된다. 의상 안에는 무늬가 새겨진 돈수 재질의 더블릿을 입었을 것으로 보인다. 여자의 드레스는 소매자락과 길게 끌리는 옷자락에 세밀한 손질이 필요한 대깅 (옷을 접어서 바느질한 후 자르거나 닳게 하여 장식)이 되어있다. 안쪽 드레스 또한 흰 모피가 대어져 있다.
여자가 맨 황금 목걸이와 양 팔에 낀 팔찌는 단순한 보석류로 보이지만, 당시에는 매우 비싼 값을 호가하는 장신구였으며 그림을 보는 사람들에게도 그렇게 받아들여졌다. 하지만 남자의 경우는 상인 신분에 맞는 의상을 입어야 한다는 사회적 제약이 따랐기 때문에 귀족의 초상화에서 대개 묘사된 것처럼 황금 목걸이나 장식이 많은 의상을 입지 않았다.

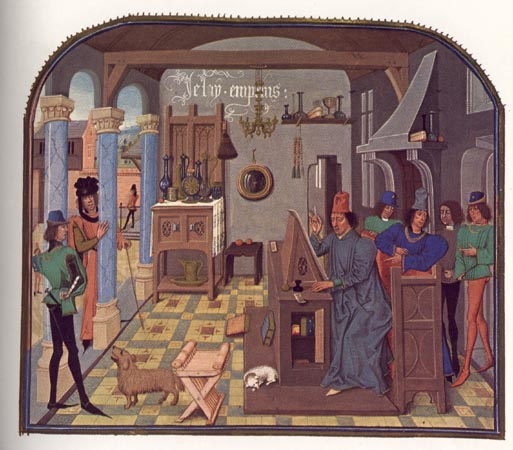
다비드 오베르의 작품을 보고 놀란 호담공 샤를, 배후에 보이는 벽은 40년 전에 그려진 아르놀피니의 초상을 참고한 것으로, 그림과 동일한 사물이 많이 그려져 있으며, 서명도 쓰여져 있다. 1472년 이전 작품.

방 내부에는 이외에도 많은 부의 상징이 표현되어 있다. 천장에 달려있는 황동 샹들리에는 당시 기준에 따라 크고 정교하게 만들어져 있으며, 매우 비싼 가격이었을 것이다. 샹들리에 윗부분에는 도르래와 쇠사슬로 아래의 촛불을 쉽게 끄고 킬 수 있는 연동 장치가 달려 있을 것으로 보인다. 반 에이크는 방의 다른 부분을 묘사하기 위해서 이것을 생략하였을 것이다. 인물의 뒤쪽 벽에 달려 있는 볼록 거울은 그리스도의 고난 장면이 그려진 목재 틀이 유리 뒷부분에 붙어있다. 이 거울은 당시에 실제 만들어질 수 있던 거울보다 크게 그려져 있는데, 반 에이크가 시도했던 또다른 현실주의에서의 신중한 이탈이라고 볼 수 있다. 거울 속에 비치는 벽난로나 실내에 놓인 물건들은 특별한 상징성이 없다. 왼쪽에 우연히 놓이게 된 오렌지도 부의 상징으로 볼 수 있다. 오렌지는 부르고뉴에서 매우 비싼 가격으로 거래되었기에 아르놀피니의 거래 품목 중 하나일 것으로 추정된다.
또 다른 부의 상징으로는 천장에 걸린 철제 막대로 고정되어 있는 정교하게 만들어진 침대 커튼, 의자와 뒤쪽 벽에 붙은 긴 의자 (오른쪽, 침대에 의해 일부가 가려짐)에 새겨진 조각을 들 수 있다. 침대 밑에 깔린 바닥의 작은 오리엔탈 카펫 또한 부의 상징이다. 이런 값비싼 카펫을 소유한 대부분의 사람들은 이것을 탁자에 올려놓았으며, 네덜란드에서는 지금까지 행해지고 있다.
거울에는 부부를 마주보고 문 안쪽에 서있는 두 남자가 보인다. 앞에서 파란 옷을 입는 남자는 화가 본인으로 보이는데, 벨라스케스와는 다르게 그림을 그리고 있는 것처럼 묘사되어 있지는 않다. 부부의 앞에 서있는 개는 오늘날 브뤼셀 그리펀으로 알려진 품종의 초기 형태이다.
그림에는 거울 윗부분 벽에 이름과 날짜가 다음과 같이 기입되어 있다. "Johannes de eyck fuit hic. 1434" ("얀 반 에이크 이곳에 있었다. 1434년") 이 서명이 만약 벽에 실제로 큰 글씨가 쓰여 있던 형태였다면 속담이나 다른 격언이 쓰여 있었을 것이다. 반 에이크의 서명에는 자상화의 나무 액자에 트롱프뢰유로 그린 것도 있으며, 서명을 나무에 조각으로 새긴 것처럼 보인다.

### 복제본
- 고화질 복제: 아르놀피니 부부의 초상
- 거울과 화가의 서명 확대 모습[깨진 링크(과거 내용 찾기)]
- 그림: 샹들리에 확대 모습